# Ibn Taymiyya

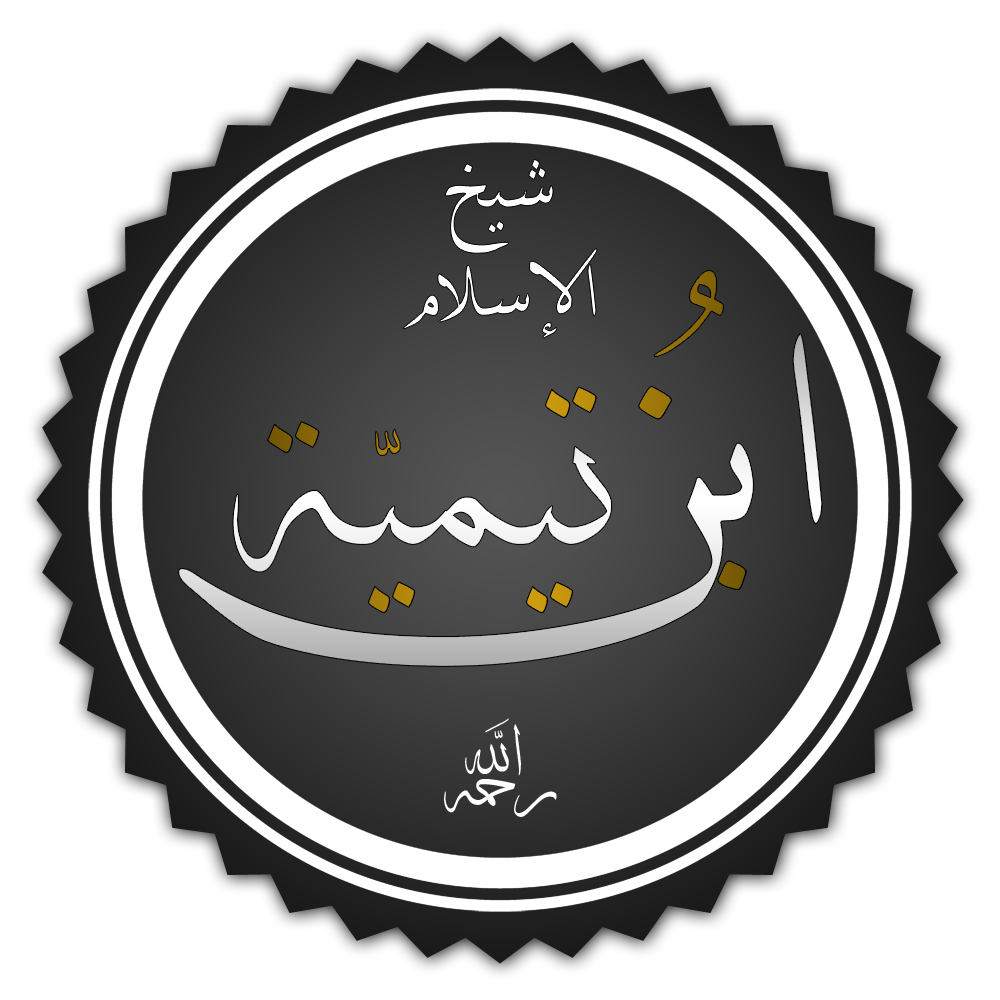
Ibn Taymiyya.

Taqī ad-Dīn Ahmad ibn Taymiyyah (en árabe تقي الدين أحمد ابن تيمية, nacido en 1263 en Harran, actual Turquía, fallecido en 1328 en Damasco, Siria), conocido abreviadamente como Ibn Taymiyya o Ibn Taymiyyah (|ابن تيمية) fue un controvertido teólogo musulmán medieval además de jurisconsulto (alfaquí) y lógico. Fue miembro de la escuela de jurisprudencia madhab hanbalí fundada por Ahmad ibn Hanbal, y una figura polarizadora en su propia vida. Sus puntos de vista iconoclastas sobre doctrinas sunitas ampliamente aceptadas, como la veneración de los santos (walîy) o la visita a sus tumbas (ziyarat), lo hicieron impopular entre la mayoría de los eruditos religiosos (ulemas) ortodoxos de la época, que le hicieron ir a prisión repetidamente.
Una figura, no de las más consideradas importantes de su época y posteriormente, Ibn Taymiyyah se ha convertido en uno de los escritores medievales más influyentes en el Islam contemporáneo, donde sus particulares interpretaciones del Corán y la Sunna, además de su rechazo a algunos aspectos de la tradición islámica clásica ha tenido una influencia considerable en el wahabismo, salafismo y yihadismo contemporáneos. De hecho, algunos aspectos de sus enseñanzas han tenido una profunda influencia en Muhammad ibn Abd al-Wahhab, el fundador del movimiento reformista del hanbalismo practicado en Arabia Saudita y conocido como wahhabismo, además de en otros eruditos posteriores wahabíes. Al-Qaeda y otros grupos yihadistas hacen referencia a la controvertida fatua de Ibn Taymiyya que permite la yihad contra otros musulmanes.

## Nombre
El nombre completo de Ibn Taymiyya es el de Taqī ad-Dīn Abu 'l-`Abbās Ahmad ibn `Abd al-Ḥalīm ibn `Abd as-Salām ibn ʿAbd Allāh ibn al-Khidr ibn Muhammad ibn al-Khidr ibn `Ali ibn ʿAbd Allāh ibn Taymiyyah al-Ḥarrānī (en árabe, تقي الدين أبو العباس أحمد بن عبد الحليم بن عبد السلام بن عبد الله بن الخضر بن محمد بن الخضر بن على بن عبد الله ابن تيمية الحراني).
Su nombre es inusual en el sentido de que se deriva de un miembro femenino de su familia en lugar de un miembro masculino, que era la costumbre normal en ese momento y todavía lo es ahora. Taymiyya era una mujer famosa por su erudición y piedad, y muchos de sus descendientes masculinos tomaron su nombre del de ella.

## Generalidades
Ibn Taymiyya tuvo una vida sencilla, dedicándose sobre todo al aprendizaje, la escritura y la enseñanza. Nunca se casó ni tuvo compañera sentimental. Al-Matroudi dice que puede ser la razón por la cual pudo involucrarse plenamente con los asuntos políticos de su tiempo sin ocupar ningún cargo oficial como el de un juez. Aunque le hicieron una oferta para un puesto oficial, nunca aceptó. Su vida fue la de un erudito religioso y un activista político. Por sus hechos, fue perseguido y encarcelado en seis ocasiones diferentes permaneciendo en prisión durante más de seis años. Otras fuentes lo elevan a más de doce años en prisión. Sus detenciones se debieron por ciertos elementos de su fe y sus puntos de vista sobre algunos asuntos jurisprudenciales. Sin embargo, para Yahya Michot, las razones reales fueron más triviales, dando cinco de ellas: no cumplir con las doctrinas y prácticas que prevalecían entre las poderosas organizaciones religiosas y sufíes, una personalidad demasiado abierta, los celos de sus compañeros, el riesgo para el orden público debido a su popular atractivo y las intrigas políticas. Baber Johansen, profesor de la "Escuela de divinidad de Harvard", dice que las razones de los encarcelamientos se produjeron como resultado de sus conflictos con místicos, juristas y teólogos musulmanes, que debieron persuadir a las autoridades políticas de la necesidad de limitar el campo de acción de Ibn Taymiyya mediante la censura política y el encarcelamiento.
La propia relación de Ibn Taymiyya, como erudito religioso, con los gobernantes que se desviaban en la aplicación estricta de la sharia, no siempre fue amigable. Se mantuvo entre el silencio y la abierta rebelión. En ocasiones, cuando compartía los mismos puntos de vista y objetivos que las autoridades gobernantes, sus contribuciones fueron bien recibidas, pero cuando se puso en contra del statu quo, fue visto como poco cooperativo y pasó mucho tiempo en prisión. Su actitud hacia sus propios gobernantes se basó en las acciones de los compañeros (sahaba) cuando hicieron un juramento de lealtad a Mahoma: obedecer dentro de la obediencia a Dios, incluso si el que da la orden es injusto; abstenerse de disputar la autoridad de quienes la ejercen y decir la verdad o defender su causa sin temor con respecto a Dios.

## Biografía

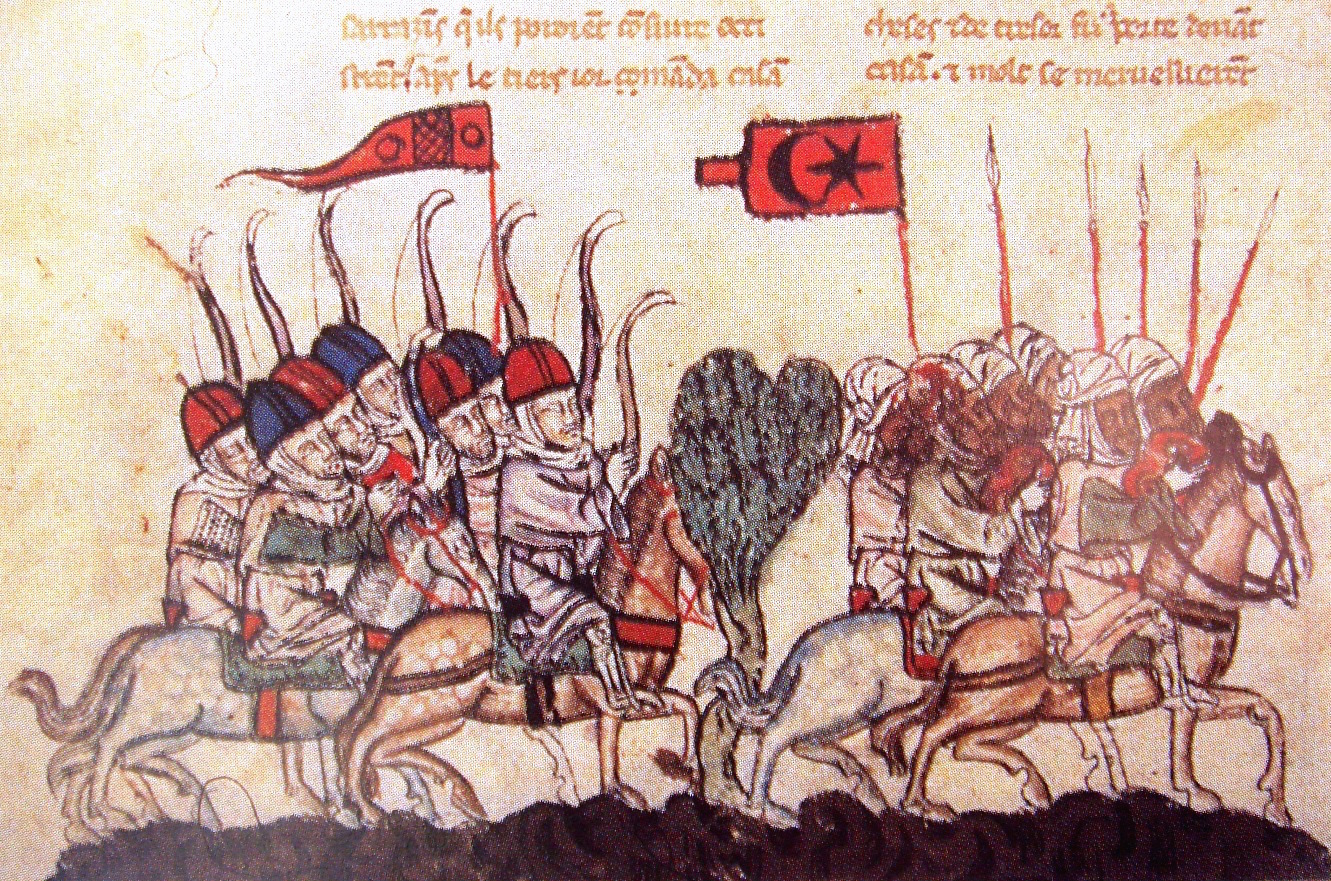
Victoria de los mongoles (izq,) sobre los mamelucos en la Batalla de Homs (1299).

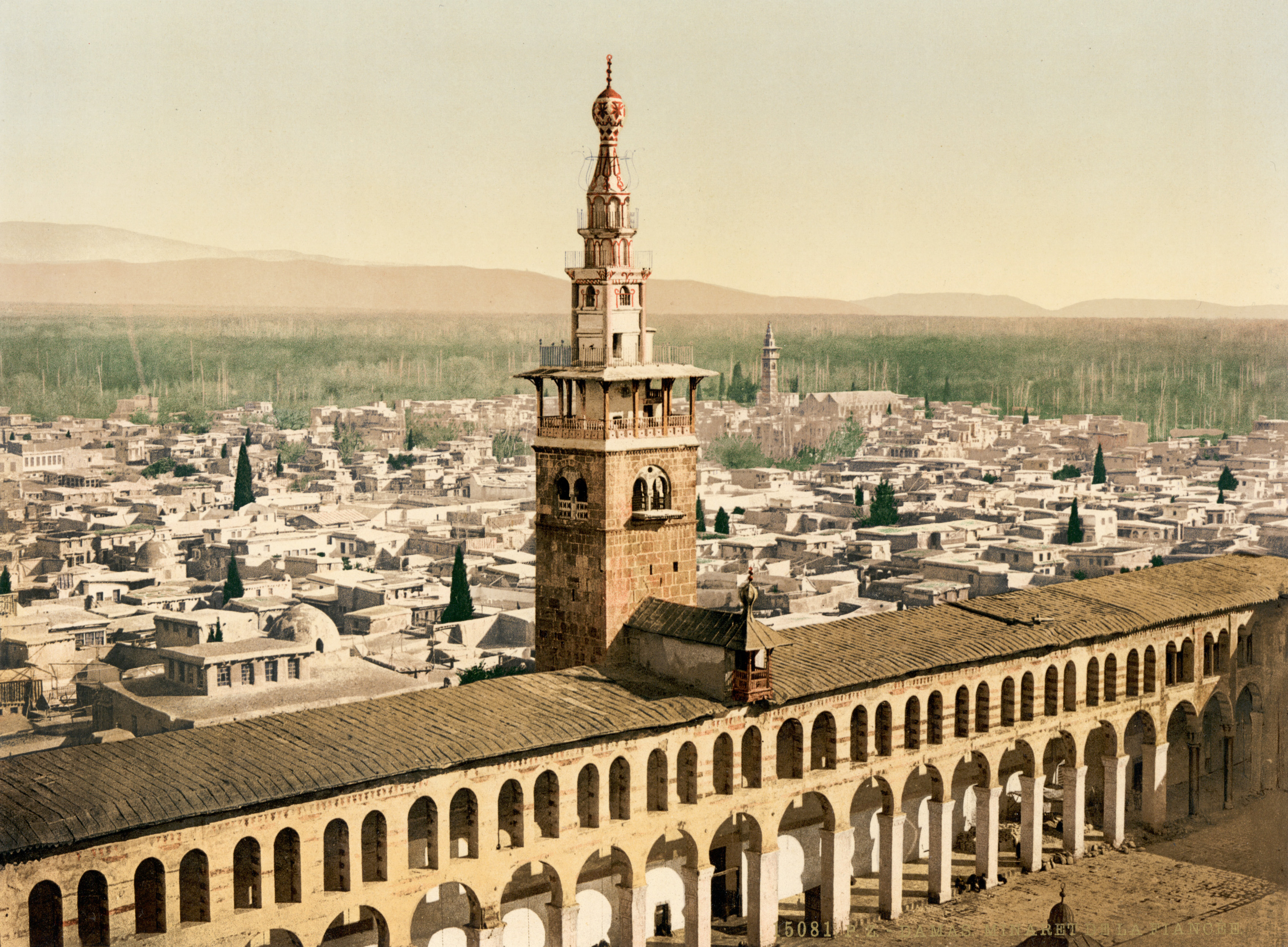
Mezquita de los omeyas donde Ibn Taimiyya solía impartir lecciones.

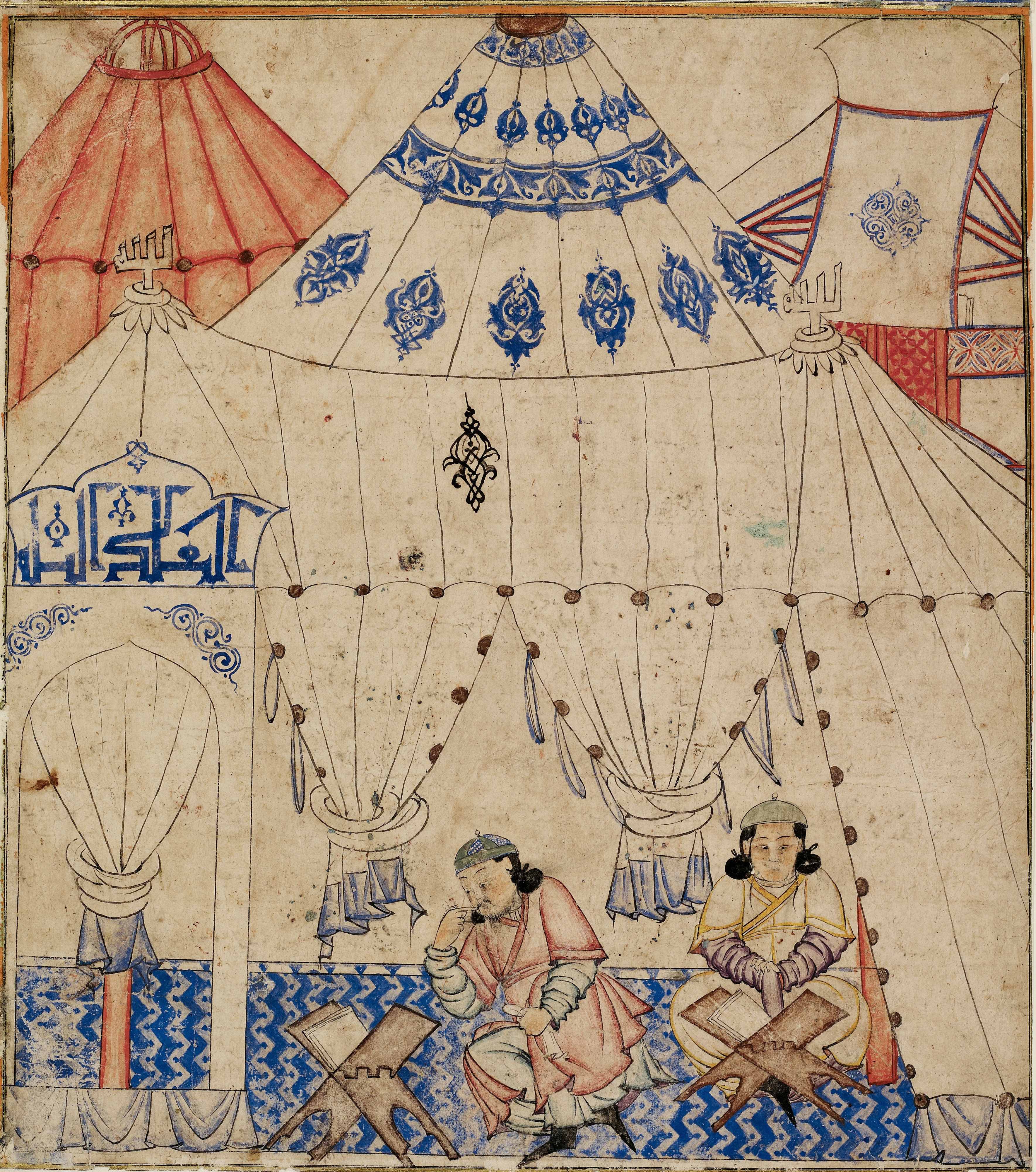
Ibn Taymiyya, testigo de las conversiones al Islam como tendencia creciente entre muchos mongoles.

Nació de padre árabe y madre kurda en Harrán, pasando allí los primeros años de su vida. Su padre era un jurista hanbali allí y más tarde en la Gran mezquita de Damasco. Harrán en esa época era una ciudad del Sultanato de Rum, y ahora una pequeña ciudad en la frontera de Siria con Turquía, actualmente en la provincia de Sanliurfa (Turquía). Antes de su destrucción por los mongoles, Harrán también era conocida desde los primeros días del Islam por su escuela y tradición hanbalí, a la que pertenecía su familia. Su abuelo, Abu al-Barkat Majd ad-Din ibn Taymiyyah al-Hanbali (fallecido en 1255) y su tío, Fajr al-Din (fallecido en 1225), fueron reconocidos eruditos de la escuela (madhab) hanbalí. Del mismo modo, también eran reconocidos los logros académicos de su padre, Shihab al-deen 'Abd al-Halim ibn Taymiyyah (f. 1284). Según el libro Repensar los estudios islámicos editado por Carl W. Ernst y Richard C. Martin, Ibn Taymiyya creía que los musulmanes no árabes eran inferiores a los musulmanes árabes.
En 1269, a la edad de siete años, junto con su padre y tres hermanos, abandonaron su ciudad natal, que fue completamente destruida por la invasión mongol. para establecerse en Damasco (Siria), que en ese momento estaba gobernada por los mamelucos de Egipto.
En Damasco, su padre fue director de la madrasa Sukkariyya, un lugar donde Ibn Taymiyya también recibió su educación. Allí se familiarizó con las ciencias religiosas y seculares de su tiempo. Sus estudios religiosos comenzaron en su adolescencia temprana, cuando se comprometió a memorizar el Corán para luego aprender las disciplinas islámicas. De su padre aprendió la ciencia religiosa del Fiqh (jurisprudencia) y de los Usul al-Fiqh (principios de jurisprudencia). Estudió las obras de Ahmad ibn Hanbal, Abu Bakr al-Jallal, Ibn Qudamah y también las obras de su abuelo, Abu al-Barakat Majd ad-Din. Su estudio de la jurisprudencia no se limitó a la tradición hanbalí, sino que también aprendió las otras escuelas de jurisprudencia.
Se dice que el número de eruditos que utilizó para estudiar los hadices fue de más de doscientos, de los que cuatro eran mujeres. Los que son conocidos por el nombre ascienden a cuarenta maestros de hadices, según lo registrado por él en su libro Arba`un Hadithan. Serajul Haque puntualiza que, con base en esto, Ibn Taymiyya comenzó a escuchar hadices desde los cinco años. Uno de sus maestros fue el primer jefe de justicia hanbalí de Siria, Shams ud-Din Al-Maqdisi, que ocupó el puesto recién instituido por Baibars como parte de una reforma del poder judicial. Al-Maqdisi más tarde, le otorgó permiso para emitir fatauas (veredictos legales) cuando se convirtió en muftí a la edad de 17 años.
Los estudios seculares de Ibn Taymiyya lo llevaron a dedicar atención al idioma y la literatura árabe al estudiar gramática y lexicografía árabe bajo Ali ibn `Abd al-Qawi al-Tuft. Luego pasó a estudiar el famoso libro de gramática árabe, Al-Kitab, del gramático persa Sibawayhi. También estudió matemáticas, álgebra, caligrafía, teología (kalam), filosofía, historia y heresiografía. El conocimiento que obtuvo de la historia y la filosofía lo usó para refutar los discursos filosóficos predominantes de su tiempo, uno de los cuales fue la filosofía aristotélica. Ibn Taymiyya estudió el sufismo y declaró que había reflexionado sobre las obras de Sahl al-Tustari, Junayd de Bagdad, Abu Talib al-Makki, Abdul Qadir Gilani, Abu Hafs Umar al-Suhrawardi e Ibn Arabi. A la edad de 20 años en 1282, Ibn Taymiyyah completó su educación.
Después de la muerte de su padre en 1284, asumió el puesto vacante como responsable de la madrasa Sukkariyya y comenzó a dar lecciones sobre hadices. Un año después comenzó a enseñar los viernes, como responsable de la zawiya hanbalí en la mezquita de los Omeyas, sobre el tema de la tafsir (exégesis del Corán). En noviembre de 1292, Ibn Taymiyyah realizó el hajj (peregrinación a La Meca) y cuando regresó, cuatro meses después, escribió su primer libro a los veintinueve años llamado Manasik al-Hajj (Ritos de la peregrinación), en el que criticaba y condenaba las presuntas bid'ahs (innovaciones) que vio allí. Ibn Taymiyya representó a la escuela de pensamiento hanbalí durante este tiempo, siendo la escuela más tradicional de los cuatro sistemas legales (hanafí, malikí y shafi'i) porque era "sospechosa de las disciplinas helenísticas de filosofía y teología especulativa". Permaneció fiel durante toda su vida a esta escuela, cuyas doctrinas había dominado, aunque sin embargo pidió ijtihad (razonamiento independiente de alguien calificado) y desalentó el taqlid.

### Relación con las autoridades
La aparición de Ibn Taymiyya en la esfera pública y política comenzó en 1293 a la edad de 30 años, cuando las autoridades le pidieron que emitiera un veredicto legal islámico (fatua) sobre Assaf al-Nasrani, un clérigo cristiano acusado de insultar a Mahoma. Aceptó la invitación y entregó su fatua, condenando al hombre a recibir la pena de muerte. A pesar de que la opinión pública estaba al lado de Ibn Taymiyya, el gobernador de Siria intentó resolver la situación pidiéndole a Assaf que aceptara el islam a cambio de su vida, a lo que él estuvo de acuerdo. Pero esta resolución no fue aceptable para Ibn Taymiyya, y junto a sus seguidores, protestó frente al palacio del gobernador exigiendo que Assaf fuera ejecutado, con el argumento de que cualquier persona, musulmana o no musulmana, que insultase a Mahoma debería ser ejecutada. Esta renuencia a comprometerse, junto con sus protestas contra las acciones del gobernador, terminó con su entrada en prisión, la primera de las muchas que tuvo que sufrir a lo largo de su vida. El orientalista francés Henri Laoust escribe que durante este encarcelamiento Ibn Taymiyya escribió su primera gran obra, al-Ṣārim al-maslūl ʿalā s̲h̲ātim al-Rasūl (La espada desenvainada contra aquellos que insultan al Mensajero). Ibn Taymiyya, con la ayuda de sus discípulos, continuó con sus esfuerzos contra lo que percibía como prácticas no islámicas y para implementar lo que veía como su deber religioso de ordenar el bien y prohibir el mal. Yahya Michot narra que algunas de estas acciones incluyeron afeitar las cabezas de los niños, liderar una campaña contra el libertinaje en burdeles y tabernas, golpear a un ateo antes de su ejecución pública, destruir lo que se pensaba que era una roca sagrada en una mezquita, atacar a los astrólogos y obligar a los sheiks sufíes, considerados desviados de la verdadera fe, a hacer actos públicos de contrición y adherirse a la Sunna. Ibn Taymiyya y sus discípulos solían condenar a los vendedores de vino y atacaban las tiendas de vino en Damasco rompiendo botellas y vertiéndolas en el suelo.
En 1296, asumió el cargo de uno de sus maestros (Zayn al-Din Ibn al-Munadjdjaal), profesor de jurisprudencia hanbalí en la madrasa Hanbaliyya, la institución más antigua de esta tradición en Damasco. Esto es visto generalmente como el pico más alto de su carrera académica. El año en que comenzó su cargo en la madrasa Hanbaliyya fue una época de agitación política. El sultán mameluco Al-Adil Kitbugha fue depuesto por su vice-sultán Al-Malik al-Mansur Lajin, quien gobernaría de 1297 a 1299. Lajin deseaba encargar una expedición contra los cristianos del Reino armenio de Cilicia, quienes formaron una alianza con el Imperio mongol y tomaron parte en la campaña militar que condujo a la destrucción de Bagdad, la capital del califato abasí y Harrán, el lugar de nacimiento de Ibn Taymiyya. Con ese propósito instó a Ibn Taymiyya a llamar a los musulmanes a la Yihad.
En 1298, Ibn Taymiyya escribió una explicación del ayat al-mutashabihat (los versos poco claros del Corán) llamado Al-`Aqidat al-Hamawiyat al-Kubra (El credo de la gran gente de Hama). El libro trata sobre los atributos divinos y sirvió como respuesta a una pregunta de la ciudad de Hama, Siria. En ese momento en particular, los asharitas ocupaban posiciones prominentes dentro de la comunidad académica islámica tanto en Siria como en Egipto y mantenían una cierta posición sobre los atributos divinos de Alá. Ibn Taymiyya, en su libro, estuvo fuertemente en desacuerdo con sus puntos de vista y una intensa oposición a la posición común de los asaritas, causó una gran controversia.
Ibn Taymiyyah colaboró una vez más con los mamelucos en 1300, cuando se unió a la expedición contra los alauitas y chiitas, en la región de Kasrawan en las montañas libanesas. Ibn Taymiyya consideraba a los alauitas como "más heréticos que judíos y cristianos", (بالنصيرية هم وسائر أصناف القرامطة الباطنية أكفر من اليهود والنصارى; بل وأكفر من كثير من المشركين), Para Carole Hillenbrand, la confrontación con los alauitas tuvo efecto porque fueron acusados de colaborar con cristianos y mongoles. Ibn Taymiyya tuvo otras participaciones activas en campañas contra los mongoles y sus presuntos aliados alauitas.
Participó en una segunda ofensiva militar en 1305 contra los alauitas e ismailitas en la región de Kasrawan, donde fueron derrotados. Los alauitas finalmente abandonaron la región para establecerse en el sur del Líbano.

### Cargos contra su literalismo
Ibn Taymiyah fue encarcelado varias veces por entrar en conflicto con la ijma de juristas y teólogos de su época. Desde la ciudad de Wasit, hoy en Irak, un juez solicitó que Ibn Taymiyya escribiera un libro sobre el credo que lo llevó a escribir su libro, por el cual se enfrentó a problemas, llamado Al-Aqidah Al-Waasitiyyah, una obra sobre su visión del credo (aqida) del salaf que incluía referencias a los atributos divinos de Dios. Ibn Taymiyya adoptó la opinión de que Alá debería ser descrito como se lo describió literalmente en el Corán y en el hadiz, y que todos los musulmanes debían creer esto, porque era la opinión sostenida por la comunidad de los primeros musulmanes (salaf). En el lapso de dos años (1305-1306) se llevaron a cabo cuatro audiencias separadas del consejo religioso para evaluar la exactitud de su credo.

### Polémicas, encarcelamientos y muerte
Ibn Taymiyya pasó más de seis años en diversas prisiones mamelucas en Damasco, El Cairo y Alejandría, a veces debido a acusaciones sobre su dogma, y a veces por algunas de sus opiniones sobre la fiqh que no están de acuerdo con las opiniones de las cuatro madhhabs, particularmente con respecto al repudio (talaq), opinando que los repudiamientos no conformes con la Sunna, como el repudio triple en un momento o el repudio de la mujer en el período de la regla, son nulas. Fue encarcelado notablemente por su oposición al credo asharita. De hecho, los versos del Corán que describen a Alá como establecido sobre su trono se encuentran entre los ejemplos que estuvieron en el centro de muchos debates entre los teólogos musulmanes de la época. Los teólogos asharitas interpretaron estos versos como alegóricos y consideraron que afirmar su sentido aparente implica necesariamente antropomorfismo, que Ibn Taymiyya siempre refutó.
Fue encarcelado por última vez en 1326, en Damasco, por su fetua sobre la prohibición de viajar especialmente a visitar la tumba del Profeta (afirmaba que la intención debe ser primero visitar la mezquita de Medina que está al lado de la tumba y no la tumba misma). Murió en prisión en Damasco en 1328. Está enterrado en un cementerio sufí en Damasco.